# カンギュラプトル
カンギュラプトル（Changyuraptor）は白亜紀初期に生息していた小型肉食恐竜。 Changyuraptor yangi (カンギュラプトル・ヤンギ)  一種からなる。羽毛恐竜の一種である。属名の由来は中国語の「長羽」 (cháng yǔ)とラテン語の raptor「強奪者、略奪者」である。種小名はYang Yandong氏への献名である。中国語では「楊氏長羽盜龍」である。

## 特徴
白亜紀初期にあたる1億2500万年前（アプチアン期）に生息していた。
長さ132cm、成体の重さは約4kgと推定される。四肢に翼がついており、これまで見つかった「四翼」を持つ恐竜で最大である。尾羽の長さは約30cmで、翼を持つ小型恐竜では最長である。発見したグループは、長い尾羽は飛行中に減速して着地するのに役立ったと考えており、これは地上にいる餌を捕えるために重要だったとされている。
化石の年代は始祖鳥より新しいが、遼寧省では始祖鳥より古い四翼恐竜の化石が見つかっており、四翼恐竜から鳥類が進化したという考えが有力である。

## 発見
2014年7月15日、中華人民共和国渤海大学の韓剛（Han Gang）やアメリカ合衆国ロサンゼルス郡立自然史博物館などのチームが中華人民共和国遼寧省建昌県の1億2500万年前の地層（熱河層群）から発見し、新属新種の恐竜としてイギリス科学誌「ネイチャー・コミュニケーションズ」に発表した。全身の骨格がほぼ残っていた。